# Stina Hammar
Maria Kristina (Stina) Hammar, tidigare Hartman, född 9 mars 1923, död 9 januari 2020 i Högalids församling i Stockholm, var en svensk pedagog, litteraturvetare och författare.
Hammar utbildade sig till förskollärare vid Alva Myrdals seminarium och arbetade som det under några år innan hon började studera pedagogik och litteratur vid Stockholms universitet. Hon blev senare folkhögskollärare vid Birkagårdens folkhögskola i Stockholm och 1964 tog hon initiativ till en särskild skola för pensionärer. Under tiden på Birkagården lärde hon känna Natanael och Elsa Beskow och efter att de båda gått bort 1953 vände sig deras söner till Hammar för att för att få en biografi skriven om sin mor. Biografin utgavs på Bonniers förlag 1958 och år 2002 gavs ytterligare en biografi om Beskow ut, även den på Bonniers. Under 1980-talet ledde hon kurser om människans inre bilder vid Nordens Folkhögskola Biskops-Arnö. Under denna period utvecklade Hammar teorier om dröm, myt och saga som grund för tolkning av litterära texter.
Hon gav ut flera lättlästa barnböcker för barn i åldrarna 6–8 år, vilka blev både prisbelönta och omdiskuterade. Under många år recenserade hon barnböcker i förskollärarnas tidskrift Barnträdgården.
Hammar skrev 1982 boken Drömfyllt rum om Birger Sjöberg och tolkade 1997 texter av Fjodor Dostojevskij, Maksim Gorkij och Ahlin i boken Eurydikes visa, en bok om den sinnliga tankekällan.
Hon var gift med Tomas Hammar, professor i invandringsforskning. Stina Hammar är begravd på Djursholms begravningsplats.